# كين دوكين
كين دوكين (بالألمانية: Ken Duken)‏ هو مخرج وممثل ألماني، ولد في 17 أبريل 1979 في ألمانيا.

## أعمال

### أفلام
- (2009) أوغاد مجهولون
- (2012) حياتان[5]
- (2014) ملحمة الفايكينغ[6][7]

## وصلات خارجية
- كين دوكين على موقع IMDb (الإنجليزية)
- كين دوكين على موقع مونزينجر (الألمانية)
- كين دوكين على موقع قاعدة بيانات الأفلام العربية
- كين دوكين على موقع ألو سيني (الفرنسية)
- كين دوكين على موقع ميوزك برينز (الإنجليزية)
- كين دوكين على موقع أول موفي (الإنجليزية)
- كين دوكين على موقع قاعدة بيانات الأفلام السويدية (السويدية)
- كين دوكين على موقع ديسكوغز (الإنجليزية)
- كين دوكين على موقع قاعدة بيانات الفيلم (الإنجليزية)
- كين دوكين على موقع كينوبويسك (الروسية)